# Military History
Military History est une chaîne de télévision américaine spécialisée consacrée à l'histoire militaire, créée le 5 janvier 2005 et appartenant au groupe A&E Networks.

## Histoire de la chaîne
Le 20 mars 2010 au Royaume-Uni, la chaîne Military History est ajoutée à l'offre de Virgin Media sur le canal 236.
Le 4 mai 2013, la chaîne est remplacée au Royaume-Uni et en Irlande sur les bouquets de Sky et Virgin Media par H2 ancienne History International.